# Колбран (Колорадо)
Колбран (енгл. Collbran) град је у америчкој савезној држави Колорадо.

## Демографија
По попису из 2010. године број становника је 708, што је 320 (82,5%) становника више него 2000. године.
| Група             | 2000.       | 2010.       |
| Белци             | 368 (94,8%) | 544 (76,8%) |
| Афроамериканци    | 0 (0,0%)    | 34 (4,8%)   |
| Азијати           | 0 (0,0%)    | 2 (0,3%)    |
| Хиспаноамериканци | 16 (4,1%)   | 120 (16,9%) |
| Укупно            | 388         | 708         |